# Stephanie Schneider
Stephanie Schneider (Erlabrunn, 25 de septiembre de 1990) es una deportista alemana que compite en bobsleigh en la modalidad doble.
Ganó cinco medallas en el Campeonato Mundial de Bobsleigh entre los años 2011 y 2021, y seis medallas en el Campeonato Europeo de Bobsleigh entre los años 2013 y 2020.
Participó en dos Juegos Olímpicos de Invierno, en los años 2014 y 2018, ocupando el cuarto lugar en Pyeongchang 2018 en la prueba doble.

## Palmarés internacional
| Campeonato Mundial | Campeonato Mundial    | Campeonato Mundial | Campeonato Mundial |
| Año                | Lugar                 | Medalla            | Prueba             |
| ------------------ | --------------------- | ------------------ | ------------------ |
| 2011               | Königssee (Alemania)  | Medalla de oro     | Equipo             |
| 2015               | Winterberg (Alemania) | Medalla de bronce  | Doble              |
| 2017               | Königssee (Alemania)  | Medalla de plata   | Equipo             |
| 2019               | Whistler (Canadá)     | Medalla de plata   | Doble              |
| 2021               | Altenberg (Alemania)  | Medalla de plata   | Individual         |
| Campeonato Europeo |                       |                    |                    |
| Año                | Lugar                 | Medalla            | Prueba             |
| 2013               | Igls (Austria)        | Medalla de bronce  | Doble              |
| 2015               | La Plagne (Francia)   | Medalla de plata   | Doble              |
| 2016               | Sankt Moritz (Suiza)  | Medalla de bronce  | Doble              |
| 2018               | Igls (Austria)        | Medalla de oro     | Doble              |
| 2019               | Königssee (Alemania)  | Medalla de plata   | Doble              |
| 2020               | Sigulda (Letonia)     | Medalla de bronce  | Doble              |